# Primož Roglič

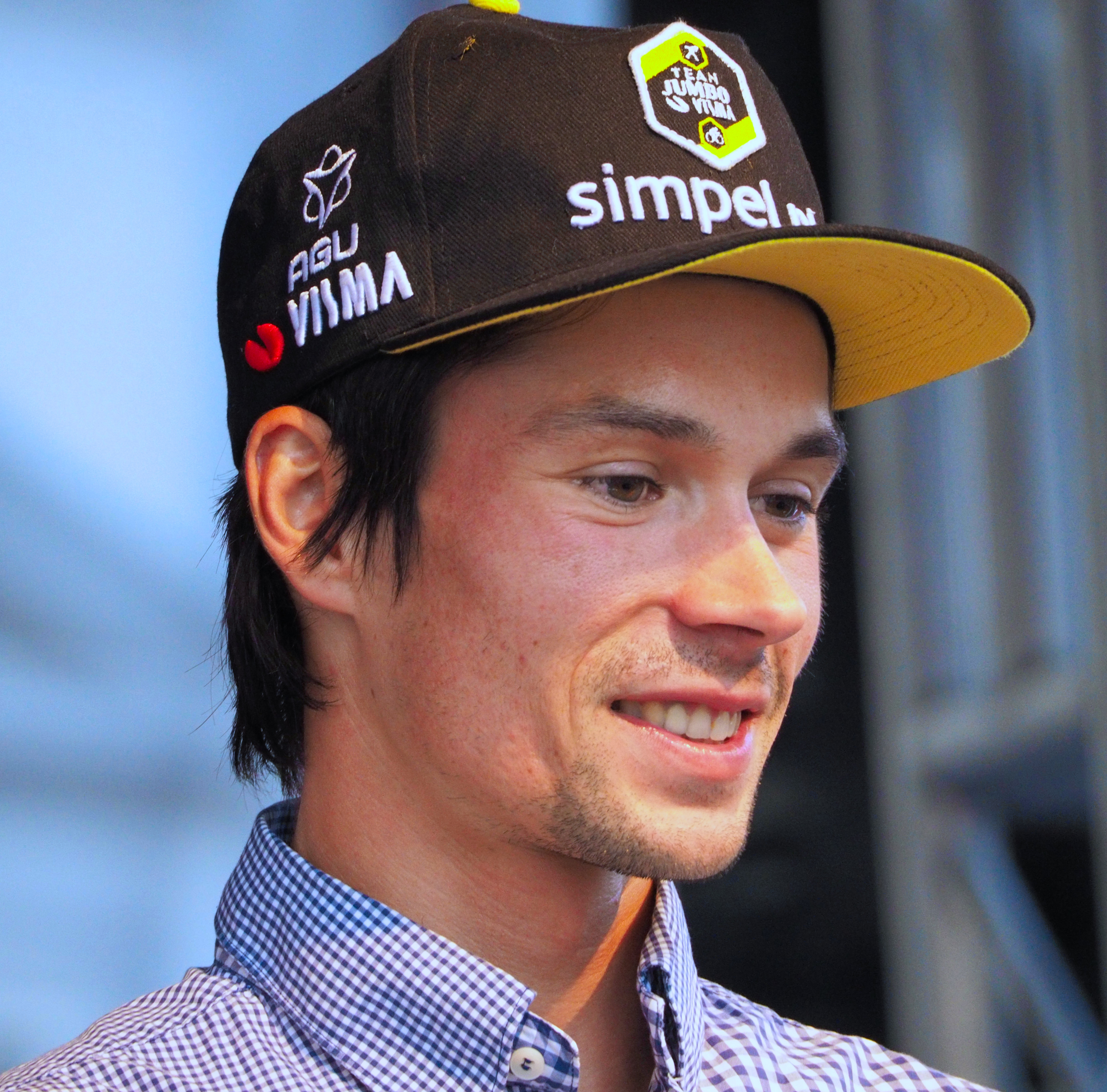
Roglič in 2019

Primož Roglič (Trbovlje, 29 oktober 1989) is een Sloveens wielrenner en voormalig schansspringer die vanaf 2016 tot 2023 reed voor Team Jumbo-Visma, dat hem overnam van Adria Mobil. Anno 2024 rijdt hij voor BORA-hansgrohe.

## Schansspringen
In 2006 pakte Roglič op het wereldkampioenschap schansspringen voor junioren de zilveren medaille in de landenwedstrijd. Een jaar later pakte hij met het Sloveense team de wereldtitel bij de junioren. Roglič' persoonlijke schansspringrecord is 146,5 meter, dit sprong hij in 2007 in Planica. Wegens een zware val moest Roglič in 2011 een punt achter zijn schansspringcarrière zetten. Tijdens zijn revalidatie richtte hij zich op wielrennen, waarna bleek dat hij goed mee kon in het peloton.

## Wielrennen

### 2013-2015
Van 2013 tot en met 2015 kwam Roglič uit voor Adria Mobil, waarvoor hij in 2014 Kroatië-Slovenië en een rit in de Ronde van Azerbeidzjan won. Een jaar later won hij in de Rondes van Azerbeidzjan en van Slovenië een etappe en het eindklassement.

### 2016
Sinds 2016 rijdt hij voor het team Jumbo-Visma. Op 6 mei 2016 werd hij verrassend tweede in de openingstijdrit van de Ronde van Italië. Het verschil met de nummer één, Tom Dumoulin, bedroeg slechts 22 duizendste van een seconde. Enkele dagen later, op 15 mei 2016, bevestigde hij zijn tijdritcapaciteiten door de negende rit - een individuele tijdrit over 40,5 km - op zijn naam te schrijven. Bijna twee weken na de Giro werd Roglič nationaal kampioen tijdrijden door het 44 kilometer lange parcours in en rond Ljubljana sneller af te leggen dan Matej Mohorič en David Per, die respectievelijk tweede en derde werden. Mede door deze prestaties werd Roglič door de Sloveense bond geselecteerd voor de Olympische Spelen in Rio de Janeiro. Hier eindigde hij op plek 26 in de wegrit en werd hij tiende in de tijdrit.

### 2017
In de Ronde van Frankrijk won hij de zeventiende etappe van La Mure naar Serre Chevalier. Vlak voor de Col du Galibier, zo'n veertig kilometer voor de finish, sloeg Roglič een gat met zijn medevluchters en koesterde op de kop van de slotklim een voorsprong van anderhalve minuut. Die gaf hij in de lange afdaling niet meer uit handen. Hij werd hiermee de eerste Sloveen die een Touretappe wist te winnen.
Op 20 september 2017 nam Roglič deel aan het wereldkampioenschap in het Noorse Bergen. Achter Tom Dumoulin veroverde Roglič de zilveren medaille in de individuele tijdrit.

### 2018
LottoNL-Jumbo neemt Roglič in de Ronde van Frankrijk mee als tweede man voor het algemeen klassement naast de eigenlijke kopman Steven Kruijswijk. Het wielerduo weet al snel een sterke positie in de top 10 in te nemen waarbij de Sloveen voor laatstgenoemde komt te staan. Door knap samen te werken weten ze in de bergen de trein van Sky regelmatig te ontregelen waardoor Roglič een topkandidaat voor het podium in Parijs wordt.
In de 19e etappe weet hij na een late ontsnapping in de afdaling van de Aubisque een flink gat te slaan op zijn directe concurrenten en komt als eerste over de streep. Hij neemt de derde plek van Chris Froome over in het algemeen klassement. Met nog een heuvelachtige individuele tijdrit voor de boeg ligt Roglič op koers voor een topklassering in de Tour van 2018, maar werd hier teleurstellend 8e op 1.12 achter etappewinnaar Tom Dumoulin. Hij eindigde deze Ronde daardoor als 4e.

### 2019
2019 was het jaar van de complete doorbraak van Roglič als ronderenner. Na o.a. eindwinsten in Tirreno-Adriatico en de Ronde van Romandië behaalde hij de derde plaats in de Ronde van Italië. Dit was zijn eerste podiumplaats in een grote ronde. Een ronde die hij overigens leek te gaan winnen na een indrukwekkende tijdritzege waarbij zijn concurrenten op grote achterstand werden gezet. Echter zorgde een mindere derde week ervoor dat hij terugzakte naar een vierde plaats, waarna hij in de afsluitende tijdrit nog een plaatsje wist op te schuiven om op het podium te komen. In de Ronde van Spanje behaalde Roglič ook een tijdritzege en pakte hij de eindzege. In tegenstelling tot de Ronde van Italië kende Roglič geen verzwakkingen en won hij deze ronde al bij al makkelijk voor Valverde en Pogačar.

### 2020
Net zoals in 2019 bewees Roglič al voor de start van de grote rondes dat hij in orde was. Zo won hij de Ronde van de Ain waar hij de Tourwinnaar (Egan Bernal) van het jaar ervoor voor bleef. Toch waren er wat twijfels rond zijn fysieke gesteldheid na een val in het Critérium du Dauphiné, waarin hij opgaf. In de Ronde van Frankrijk bewees Roglič echter dat hij in orde was en won hij de eerste aankomst bergop. Nadien leek hij vrij makkelijk de Ronde te gaan winnen dankzij o.a. zijn sterke ploeg. Echter, in de één na laatste etappe van de Tour brak het pantser van Roglič. Zijn landgenoot Pogačar reed hem nog uit het geel na een geweldige tijdrit, terwijl Roglič pas vijfde werd. Ondanks deze grote teleurstelling won Roglic niet veel later Luik-Bastenaken-Luik en was hij voordien ook al zesde geworden op het WK op de weg. Dat het met zijn vorm nog steeds goed zat, bewees hij in de Ronde van Spanje. Hij verdedigde hier zijn titel met succes door o.a. vier ritzeges te behalen. Desondanks werd het geen gemakkelijke overwinning voor hem en moest hij in de laatste bergetappe nog alle zeilen bijzetten om Carapaz van zich af te houden. Met een verschil van 24 seconden won hij uiteindelijk deze ronde.

### 2021
In Parijs-Nice won Roglič drie etappes en was ook de eindzege bijna binnen. Twee valpartijen in de slotetappe gooiden echter roet in het eten. Roglič zakte van de eerste naar de vijftiende plek in het algemeen klassement. In de Ronde van het Baskenland was Team Jumbo Visma in een felle strijd om de eindzege gewikkeld met UAE Team Emirates van onder meer Pogačar en Brandon McNulty. Roglič moest zijn leiderstrui even afstaan aan McNulty, maar wist die in de slotetappe overtuigend terug te veroveren. Mede door een gedurfde teamtactiek won Team Jumbo Visma onder aanvoering van kopman Roglič ook alle nevenklassementen (punten, berg, jongeren). 
In de Amstel Gold Race cijferde Roglič zich weg voor ploeggenoot en latere winnaar Wout van Aert. Drie dagen later in de Waalse Pijl ging de Sloveen voor zijn eigen kans. Op de Muur van Hoei koos hij al vroeg de aanval. Alleen wereldkampioen Julian Alaphilippe wist Roglič nog te passeren. In Luik-Bastenaken-Luik kon de oud-skispringer op het beslissende moment net niet mee met de besten. Een dertiende plek was het eindresultaat.
De Tour De France was het hoofddoel voor de Sloveen. Hij viel echter al vroeg uit door een blessure opgelopen bij een valpartij. Daarna herpakte hij zich met een tijdritzege tijdens de uitgestelde Olympische
 Spelen van Tokyo waar de Sloveen zich op deze manier verzekerde van zijn eerste gouden medaille bij de profs.
Na de mislukte Tour De France liet de Sloveen zich zien in de  Ronde van Spanje, waar hij vier etappes en het eindklassement wist te winnen. Hiermee zegevierde hij driemaal op rij in deze grote ronde, net als Tony Rominger en Roberto Heras.
Hij sloot het wielerjaar af met winst in twee Italiaanse najaarsklassiekers in een uitermate sterk deelnemersveld; zowel de Ronde van Emilia (voor de tweede keer in zijn carrière) als Milaan-Turijn schreef hij op overtuigende wijze op zijn naam. De Ronde van Lombardije eindigde hij net naast het podium als vierde.

### 2022
Roglič begon sterk aan het seizoen met ritwinst en de eindzege in Parijs-Nice. De rest van het seizoen kende Roglič veel tegenslag. Roglič reed de Ronde van het Baskenland uit met een knieblessure. Door deze knieblessure was de Sloveen genoodzaakt om de Ardennenklassiekers over te slaan. Met eindwinst in de Critérium du Dauphiné maakte Roglič een sterke comeback. Roglič startte dan ook als kopman van Jumbo-Visma in de Ronde van Frankrijk. Als gevolg van een valpartij in de kasseienrit zou Roglič na veertien etappes de strijd staken. De renner had twee ruggenwervels gebroken. Teamgenoot Jonas Vingegaard won deze editie van de Ronde van Frankrijk. Roglič keerde in de Ronde van Spanje terug in koers met als doel voor de vierde keer op rij de Spaanse rittenkoers te winnen. Hij won met zijn team de ploegentijdrit in Utrecht, won zelf de vierde etappe en droeg één dag de rode leiderstrui. Vlak voor de finish van de zestiende etappe kwam Roglič hard ten val. Als gevolg van de opgelopen blessures verliet Roglič de wedstrijd. De Sloveen had op dat moment een achterstand van 1.26 op klassementsleider Remco Evenepoel.
Door de gevolgen van deze valpartij en aanhoudende schouderproblemen kwam er een vroegtijdig einde aan het wielerseizoen van Roglič. In oktober onderging hij een ingrijpende operatie aan zijn schoudergewricht, om de opgelopen schade te herstellen en repeterende luxaties in de toekomst te voorkomen. Een revalidatietraject van vele maanden volgde en het moment van zijn seizoensdebuut in 2023 bleef onzeker.

### 2023
Eerder dan verwacht maakte Roglič zijn rentree in het wielerpeloton, hij startte op 6 maart in de Tirreno-Adriatico, als schaduwkopman naast Wilco Kelderman en Tiesj Benoot die de aangewezen leiders waren voor een goed klassement. Roglič toonde een onverwacht goede vorm en won zowel de vierde, vijfde als zesde etappe en na deze hattrick kwam het eindklassement niet meer in gevaar. Tevens werd hij winnaar van het berg- en puntenklassement.
De daaropvolgende Ronde van Catalonië ontaardde in een indrukwekkend duel tussen Roglič en Remco Evenepoel. Uiteindelijk reed Roglič na winst in de eerste etappe de gehele week in de leiderstrui. Na winst in de vijfde etappe wist hij ook op de slotdag de aanvallen van Remco Evenepoel succesvol te pareren en eindigde hij met zes seconden voorsprong als eindwinnaar, tevens winnaar van het puntenklassement. Roglič is hierdoor de eerste wielrenner die zes van de zeven hoogst aangeschreven kleine rondes op zijn naam schrijft.
Zijn volgende wedstrijddagen waren in de Ronde van Italië. Ondanks de overmacht van de ploeg, leek Roglič op voorhand hier niet volledig gebruik van te kunnen maken. Na de 16e etappe, verloor hij 25 seconden op zijn twee grote concurrenten. João Almeida won de rit en Geraint Thomas versterkte zijn positie in de leiderstrui. In de laatste twee etappes van de slotweek liet Roglič zich van zijn betere kant zien, echter won hij maar 3 seconden terug op leider Thomas. Daarentegen was het nog altijd wachten op de derde tijdrit en tevens laatste etappe van deze wedstrijd. In de laatste sessie van de tijdrit kwamen de favorieten voor de eindzege aan bod. Ondanks een kettingprobleem wist Roglič zijn concurrenten op ruime achterstand te zetten. Hij was maar liefst 40 seconden sneller dan Thomas en 42 seconden sneller dan Almeida. Hierdoor had Roglič 14 seconden voorsprong in het algemeen klassement op de Brit Thomas. De wielrenner uit Slovenië won hierdoor het eindklassement van deze Ronde van Italië. Hij is de eerste Sloveen die dit wist te bewerkstelligen.
Als voorbereiding op de Ronde van Spanje was hij actief in de Ronde van Burgos. Hier won hij met de ploeg de ploegentijdrit in de tweede etappe en individueel de derde en vijfde etappe. Door de tijdwinst die hij hiermee boekte won hij eveneens het punten- en eindklassement, met een verschil van 39 seconden ten opzichte van de nummer twee Aleksandr Vlasov (wielrenner). De volgende wedstrijddagen van Roglič waren ook in Spanje, in de Ronde van Spanje. Zijn eerste etappezege in deze wedstrijd boekte hij in de 8e etappe. Hier was hij te snel voor Remco Evenepoel en Juan Ayuso. Na deze etappe ging ploeggenoot Sepp Kuss aan de leiding in het algemeen klassement. Ook in de 17e etappe was de Sloveen succesvol. Hier kwam hij over de finish met ploeggenoot Jonas Vingegaard. Door deze twee etappezeges in de Ronde van Spanje kwam het totale aantal van Roglič op twaalf te staan. Zelf eindigde hij als derde in het eindklassement, ploeggenoot Vingegaard eindigde als tweede. Het belangrijkste voor de ploeg was dat Kuss de grote ronde won.
Aan het eind van het seizoen werd bekendgemaakt dat hij in 2024 niet meer bij Jumbo-Visma zou rijden. Na het seizoen werd bekendgemaakt dat hij de overstap maakte naar BORA-hansgrohe voor minimaal één seizoen. Hij zou worden aangesteld als kopman in de Ronde van Frankrijk 2024.

## Palmares

### Overwinningen
2014
2e etappe Ronde van Azerbeidzjan
 Bergklassement Sibiu Cycling Tour
Kroatië-Slovenië
2015
 Bergklassement Internationale Wielerweek
2e etappe Ronde van Azerbeidzjan
 Eindklassement Ronde van Azerbeidzjan
3e etappe Ronde van Slovenië
 Eindklassement Ronde van Slovenië
5e etappe Ronde van het Qinghaimeer
2016
9e etappe Ronde van Italië (ITT)
 Sloveens kampioenschap tijdrijden, Elite
2017
 Eindklassement Ronde van de Algarve
4e en 6e etappe (ITT) Ronde van het Baskenland
5e etappe Ronde van Romandië (ITT)
Proloog Ster ZLM Toer
17e etappe Ronde van Frankrijk
2018
3e etappe Tirreno-Adriatico
4e etappe Ronde van het Baskenland (individuele tijdrit)
 Eind- en puntenklassement Ronde van het Baskenland
 Eindklassement Ronde van Romandië
4e en 5e etappe Ronde van Slovenië
 Eindklassement Ronde van Slovenië
19e etappe Ronde van Frankrijk
2019
1e (ploegentijdrit) en 6e etappe Ronde van de Verenigde Arabische Emiraten
 Eindklassement Ronde van de Verenigde Arabische Emiraten
 Eindklassement Tirreno-Adriatico
1e, 4e en 5e (ITT) etappe Ronde van Romandië
 Eind- en puntenklassement Ronde van Romandië
1e (ITT) en 9e (ITT) etappe Ronde van Italië
10e etappe (ITT) Ronde van Spanje
 Eind- en puntenklassement Ronde van Spanje
Ronde van Emilia
Ronde van de Drie Valleien
2020
 Sloveens kampioenschap op de weg
2e etappe Ronde van de Ain
3e etappe Ronde van de Ain
  Eind- en puntenklassement Ronde van de Ain
2e etappe Critérium du Dauphiné
4e etappe Ronde van Frankrijk
Luik-Bastenaken-Luik
1e, 8e, 10e en 13e etappe (ITT) Ronde van Spanje
 Eind- en puntenklassement Ronde van Spanje
2021
4e, 6e en 7e etappe Parijs-Nice
 Puntenklassement Parijs-Nice
1e etappe Ronde van het Baskenland
 Eind-, punten- en bergklassement Ronde van het Baskenland
Olympische tijdrit goud
1e, 11e,  17e en 21e etappe Ronde van Spanje
 Eindklassement Ronde van Spanje
Ronde van Emilia
Milaan-Turijn
2022
7e etappe Parijs-Nice
 Eindklassement Parijs-Nice
1e etappe (ITT) Ronde van het Baskenland
 Eindklassement Critérium du Dauphiné
1e (ploegentijdrit) en 4e etappe Ronde van Spanje
2023
4e, 5e en 6e etappe Tirreno-Adriatico
Eind-, punten- en bergklassement Tirreno-Adriatico
1e en 5e etappe Ronde van Catalonië
Eind-, en puntenklassement Ronde van Catalonië
20e etappe Ronde van Italië
 Eindklassement Ronde van Italië
2e (TTT), 3e en 5e etappe Ronde van Burgos
Eind- en puntenklassement Ronde van Burgos
8e en 17e etappe Ronde van Spanje
Ronde van Emilia
2024
1e etappe (ITT) Ronde van het Baskenland
6e en 7e etappe Critérium du Dauphiné
 Eind- en puntenklassement Critérium du Dauphiné
4e, 8e en 19e etappe Ronde van Spanje
 Eindklassement Ronde van Spanje
2025
4e en 7e etappe Ronde van Catalonië
Eind-, punten- en bergklassement Ronde van Catalonië

### Resultaten in voornaamste wedstrijden
| Jaar | Ronde van Italië | Ronde van Frankrijk | Ronde van Spanje |
| ---- | ---------------- | ------------------- | ---------------- |
| 2016 | 58e (1)          |                     |                  |
| 2017 |                  | 38e (1)             |                  |
| 2018 |                  | 4e (1)              |                  |
| 2019 | ↑ (2)            |                     | ↑ (1)            |
| 2020 |                  | ↑ (1)               | ↑ (4)            |
| 2021 |                  | opgave              | ↑ (4)            |
| 2022 |                  | opgave              | opgave (1)       |
| 2023 | ↑ (1)            |                     | ↑ (2)            |
| 2024 |                  | opgave              | ↑ (3)            |
| 2025 | opgave           | 8e                  |                  |

| Jaar | Milaan-San Remo | Amstel Gold Race | Luik-Bast.‑Luik | Ronde van Lombardije | Strade Bianche | Clásica San Sebastián | Waalse Pijl |  | WK op de weg |  | Wereldranglijsten |
| ---- | --------------- | ---------------- | --------------- | -------------------- | -------------- | --------------------- | ----------- |  | ------------ |  | ----------------- |
| 2016 |                 |                  |                 |                      | 74e            |                       |             |  |              |  | 112e (UWT)        |
| 2017 | 67e             |                  |                 | 40e                  | 35e            | 21e                   |             |  | 121e         |  | 27e (UWT)         |
| 2018 |                 |                  |                 | 17e                  | 48e            | opgave                |             |  | 34e          |  | 11e (UWT)         |
| 2019 |                 |                  |                 | 7e                   |                |                       |             |  | opgave       |  | (UWR)             |
| 2020 |                 |                  | ↑               |                      |                |                       |             |  | 6e           |  | (UWR)             |
| 2021 |                 | 69e              | 13e             | 4e                   |                |                       | ↑           |  | 48e          |  | (UWR)             |
| 2022 | 17e             |                  |                 |                      |                |                       |             |  |              |  | 24e (UWR)         |
| 2023 |                 |                  |                 | ↑                    |                |                       |             |  |              |  | 4e (UWR)          |
| 2024 |                 |                  |                 |                      |                |                       |             |  | 64e          |  | 8e (UWR)          |
| 2025 |                 |                  |                 |                      |                | 22e                   |             |  |              |  |                   |

### Resultaten in kleinere rondes
| Jaar | Tour Down Under | Ronde van de VAE | Parijs-Nice | Tirreno-Adriatico | Ronde van Catalonië | Ronde van het Baskenland | Ronde van Romandië | Critérium du Dauphiné | Ronde van Polen | Ronde van Slovenië |
| ---- | --------------- | ---------------- | ----------- | ----------------- | ------------------- | ------------------------ | ------------------ | --------------------- | --------------- | ------------------ |
| 2013 |                 |                  |             |                   |                     |                          |                    |                       |                 | 15e                |
| 2014 |                 |                  |             |                   |                     |                          |                    |                       |                 | 25e                |
| 2015 |                 |                  |             |                   |                     |                          |                    |                       |                 | ↑ (1)              |
| 2016 | opgave          |                  |             | 52e               | 44e                 |                          |                    |                       | 22e             |                    |
| 2017 |                 |                  |             | 4e                |                     | 5e (2)                   | ↑ (1)              |                       |                 |                    |
| 2018 |                 |                  |             | 29e (1)           |                     | ↑ (1)                    | ↑                  |                       |                 | ↑ (2)              |
| 2019 |                 | ↑ (1)            |             | ↑                 |                     |                          | ↑ (3)              |                       |                 |                    |
| 2020 |                 |                  |             |                   |                     |                          |                    | opgave (1)            |                 |                    |
| 2021 |                 |                  | 15e (3)     |                   |                     | ↑ (1)                    |                    |                       |                 |                    |
| 2022 |                 | ↑ (1)            |             |                   | 8e (1)              |                          | ↑                  |                       |                 |                    |
| 2023 |                 |                  |             | ↑ (3)             | ↑ (2)               |                          |                    |                       |                 |                    |
| 2024 |                 |                  | 10e         |                   |                     | opgave (1)               |                    | ↑ (2)                 |                 |                    |
| 2025 |                 |                  |             |                   | ↑ (2)               |                          |                    |                       |                 |                    |

(*) tussen haakjes aantal individuele etappeoverwinningen

## Ploegen
- 2013 –  Adria Mobil
- 2014 –  Adria Mobil
- 2015 –  Adria Mobil
- 2016 –  Team LottoNL-Jumbo
- 2017 –  Team LottoNL-Jumbo
- 2018 –  Team LottoNL-Jumbo
- 2019 –  Team Jumbo-Visma
- 2020 –  Team Jumbo-Visma
- 2021 –  Team Jumbo-Visma
- 2022 –  Team Jumbo-Visma
- 2023 –  Jumbo-Visma
- 2024 –  BORA-hansgrohe
- 2025 –  Red Bull-BORA-hansgrohe

1996: Miguel Indurain ·
2000: Vjatsjeslav Jekimov ·
2004: Vjatsjeslav Jekimov ·
2008: Fabian Cancellara ·
2012: Bradley Wiggins ·
2016: Fabian Cancellara ·
2020: Primož Roglič ·
2024: Remco Evenepoel
Wielerploegen van Primož Roglič
Fajt · Gorenc · Hočevar · Maltar · Mugerli · Nose · Pavlin · Rogina · Roglič · Štimulak
Fajt · Hočevar · Maltar · Mugerli · Nose · Novak · Per · Rogina · Roglič · Štimulak
Božic · Fajt · Kump · Novak · Per · Rogina · Roglič · Rumac · Štimulak
Battaglin · Bennett · Bouwman · Campenaerts · Castelijns · van Emden · Gesink · Goos · Groenewegen · Hofland · Keizer · Kelderman · Kruijswijk · Lammertink · Leezer · Lindeman · Martens · Roglič · Roosen · Tankink · Teunissen · Tjallingii · Van Asbroeck · Vanmarcke · Vermeulen · Wagner · van Winden · Wynants
Battaglin · Bennett · Boom · Bouwman · Campenaerts   · Castelijns · Clement · De Tier · van Emden · Gesink · Groenewegen · Jansen · Keizer · Kruijswijk · Lammertink · Leezer · Lindeman · Lobato · Martens · Olivier · Roglič · Roosen · Tankink · Tolhoek · Van den Broeck · Van Hoecke · Vermeulen · Wagner · Wynants · Janssen (stagiair)
Battaglin · Bennett · Boom · Bouwman · Clement · De Tier · Eenkhoorn · van Emden · Gesink · Groenewegen · Jansen · Kruijswijk · Kuss · Leezer · Lindeman · Martens · Olivier · van Poppel · Powless · Roglič · Roosen · Tankink · Tolhoek · Van Hoecke · Wagner · Wynants
Van Aert · Bennett · Bouwman · De Plus · Dumoulin · Eenkhoorn · Foss · Gesink · Groenewegen · Harper · Hofstede · Jansen · Kruijswijk · Kuss · Leezer · Lindeman · Martens · Martin · Pfingsten · Roglič   · Roosen · Teunissen · Tolhoek · Van der Hoorn · Van Emden · Vingegaard · Wynants
Van Aert · Affini · Bennett · Bouwman · Dekker · van Dijke (vanaf 5 september) · Dumoulin · Eenkhoorn · Van Emden · Foss · Gesink · Groenewegen · Harper · Hofstede · Van Hooydonck · Kooij (vanaf 18 februari) · Kruijswijk · Kuss · Leemreize · Martens (t/m 30 mei) · Martin · Oomen · Pfingsten · Roglič   · Roosen · Teunissen · Tolhoek · Vingegaard · Wynants (t/m 4 april)
Affini · Benoot · Bouwman · Dekker · Dennis · Dumoulin (tot 15/8) · Eenkhoorn · Foss   · Gesink · Harper · Hessmann · Hofstede · Kooij · Kruijswijk · Kuss · Laporte · Leemreize · Oomen · Roglič   · Roosen · Teunissen · Vader · Van Aert · Van der Sande · M. van Dijke · T. van Dijke · Van Emden · Van Hooydonck · Vingegaard · Gloag (stagiair)
Affini · Benoot · Bouwman · Dennis · Foss   · Gesink · Gloag · Hessmann · Hofstede · Kelderman · Kooij · Kruijswijk · Kuss · Laporte  · Leemreize · Oomen · Roglič   · Roosen · Tratnik · Vader · Valter · Van Aert · van Baarle · Van der Sande · M. van Dijke · T. van Dijke · Van Emden · Van Hooydonck · Vingegaard
Adrià · Aleotti · Benedetti (tot 18/8) · Buchmann · Denz · Gamper · Hajek · Haller · Herzog · Higuita · Hindley · Jungels · Kämna · Koch · Lipowitz · Lührs · Maciejuk · Martínez · Meeus · Mullen · Palzer · Roglič · Schachmann · Sobrero · van Poppel · Vlasov · Wandahl · Welsford · Zwiehoff
- Gemeinsame Normdatei: 1217990518
- Nederlandse Thesaurus van Auteursnamen: 423932101
- Virtual International Authority File: 4685157282930403640006